# Lisa Frey
Lisa Frey (født 16. februar 1995 i Aarau, Schweiz) er en schweizisk håndboldspiller, der spiller for HSG Blomberg-Lippe i den tyske Bundesliga og Schweiz' kvindehåndboldlandshold. Hun har tidligere spillet for Vendsyssel Håndbold i Danmark.